# Juraj Novosel
Juraj Novosel (Banščica, Gornja Stubica, 1930. – Tuzla, 23. kolovoza 2008.), hrv.bh., prosvjetni, znanstveni, športski, kulturni djelatnik iz Tuzle.

## Životopis
Rodio se 1930.  u Banščici, Gornja Stubica, Hrvatsko zagorje. U Zagrebu je završio Klasičnu gimnaziju i Filozofski fakultet. Radio je u đakovačkoj i dobojskoj gimnaziji. Radio je u školi kao profesor. Stvarao je sveučilišnu administraciju. Djelovao je u športu, kulturi, informiranju. Pisao je brojne publikacije i članke. Organizirao je mnoge manifestacije. Od 1959., 34 je godine proveo radnog vijeka na Sveučilištu u Tuzli. Bio je jedan od prvih zaposlenika Tehnološkog fakulteta. Na Tehnološkome je fakuletu radio od osnivanja tog fakulteta sve do do 1975. godine. Imao je također iskustvo osnivanja iskustvo s osnivanja Tehnološkog falkulteta, Studentskog centra. 1975. je dobio novu zadaću: osnovati Medicinski fakultet i tuzlansko sveučilište. Zajedno s akademicima Ismetom Mujezinovićem i Tihomilom Markovićem te profesorom Ibrom Pašićem bio je ključni operativac koji je iznio posao osnivanja te dvije ustanove, koju su osnovali u Tuzli 1976. godine. Nakon što je osnovano sveučilište, prešao je na tu ustanovu. Rodonačelnikom je suvremene sveučilišne administracije i jedan od najznačajnijih kroničara Sveučilišta u Tuzli. Pripremio je i pisao za 65 sveučilišnih i fakultetskih publikacija. Na sveučilišnom polju bila su tu brojna osnivanja, gradnje, pedagoški rad s mladim ljudima. Osnovao je Zajednice sveučilišta Bosne i Hercegovine kojoj je Juraj Novosel bio glavni tajnik, te zajednice sveučilišta tadašnje Jugoslavije. Osnivač Studentskog doma i Studentske poliklinike. Uređivao časopis Univerzitet danas Zajednice sveučilišta Jugoslavije.
Bio je aktivan radeći i gradeći i na područjima izvan visokog obrazovanja i obrazovanja uopće.  Novosel je djelovao u Omladinskom sportskom društvu Jedinstvo bio je glavni tajnik, dopredsjednik i predsjednik, predsjednik Odbojkaškog kluba Jedinstvo, aktivan u SOFKI, a prije toga u Ðakovu, te Doboju, u Klubu pjesnika, u izviđačkom klubu, u Sindikatu i dr. Radio je i nakon odlaska u mirovinu. Radio je na obnavljanju rada HKD-a Napredak i Društva Hrvatski dom, radeći kao glavni tajnik. Bio je aktivan u obnovi i radu Hrvatskom športskom društvu Zrinski. Neko je vrijeme predavao latinski u tek novostvorenom Katoličkom školskom centru.
Posljednjih 15 godina svu svoju ljubav i entuzijazam posvetio je kulturi. Osim prvog broja, cijelo je vrijeme bio u tuzlanskome Hrvatskom glasniku. Pridonio je mnogo Tuzli, ali mu je najveća ljubav bio Hrvatski glasnik koji je ljubomorno čuvao i uzdizao. Posljednjih godina života bio je i glavnim urednikom i ključna osoba "koja je držala tri kuta tog lista".
Umro je u subotu 23. kolovoza 2008. godine.

## Djela
Pripremio je i pisao za 65 sveučilišnih i fakultetskih publikacija. Napisao je preko 180 članaka iz povijesti, kulture, religije, obrazovanja i mnogih aktualnih članaka iz života grada Tuzle. Objavljivao članke u književnim časopisima u Zagrebu i drugdje.

## Nagrade
Dobitnik mnogih priznanja i nagrada, 25 diploma, plaketa, povelja i 30 zahvalnica. Nagrade su mu dodijelili mnogi fakulteti, Sveučilišta u Sarajevu i Tuzli, Studentski centar, Sveučilišni klinički centar, HKD Napredak ogranci Sarajevo i Tuzla, Općina Tuzla. Dobio je nagrade i u športu: priznanja i zahvalnice. U Tuzli su o njemu snimili i prikazali dva dokumentarna filma na temu Ličnosti grada.

## Vanjske poveznice
- Pixsell.hr Tuzla: Profesor Juraj Novosel preminuo je u 78. godini života